# Diana (nombre)
Diana es un nombre propio de origen latino deieu que significa 'princesa', Aquella que es iluminadora, Aquella de naturaleza divina o Aquella de naturaleza pura. En la mitología romana, Diana era la diosa virgen de la caza, protectora de la naturaleza y la Luna.
Diana ha estado entre los 200 nombres más populares para niñas nacidas en los Estados Unidos desde la década de 1930, y es uno de los 100 nombres más populares para niñas nacidas en España, Hungría y Ucrania, donde fue uno de los 10 más populares en 2008.

## Santoral
- 10 de junio, beata Diana de Andaló.

## Personajes célebres
- Diane Arbus, fotógrafa estadounidense
- Diana Bolocco, periodista chilena
- Diana Bracho, actriz mexicana
- Diane Keaton, actriz estadounidense
- Diana Krall, pianista y cantante canadiense
- Diane Kruger, actriz alemana-estadouidense
- Diana Mitford, escritora británica, una de las hermanas Mitford
- Diana Navarro, cantante española
- Diana Ross, cantante y actriz estadounidense
- Diana Spencer, princesa de Gales (1961-1997) †